# Geophilus chalandei
Geophilus chalandei är en mångfotingart som beskrevs av Henri W. Brölemann 1909. Geophilus chalandei ingår i släktet Geophilus och familjen storjordkrypare.
Artens utbredningsområde är:
- Frankrike.
- Spanien.

Inga underarter finns listade i Catalogue of Life.